# TEAC

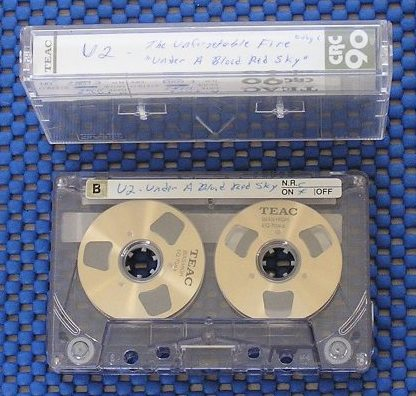
TEAC CRC 90-minuterskassett.

Teac, Tokyo Electro Acoustic Company, är ett japanskt elektronikföretag. Bolaget grundades i Tokyo 1956 och har idag cirka 6000 anställda. Bolagets aktier är noterat på Tokyobörsen. 
Bolaget var tidigt inriktat på Hi-Fi och uppmärksammades särskilt på 1970-talet för sin tillverkning av bandspelare av hög klass. Under 1980- och 1990-talet hade bolaget även en stark ställning inom datalagring, särskilt floppy disk och diskettstationer.  
TEAC:s verksamhet är indelad i fyra divisioner:
- TASCAM - Audioprodukter och inspelningsutrustning för företag och privatpersoner
- ESOTERIC - Avancerad HiFi-utrustning för konsumenter
- TEAC Consumer Electronics - Massproducerad ljudutrustning
- Data Storage and Disk Publishing Products - Diskettstationer, DVD- och CD-spelare och inspelningsutrustning, MP3-spelare och andra lagringsenheter.